# Solaris Tramino
Le Tramino est un modèle de tramway articulé à plancher bas. Construit par l'entreprise polonaise Solaris Bus & Coach à Bolechowo-Osiedle, près de Poznań, le premier prototype est sorti d'usine en juillet 2009 et la production en série a commencé en 2011. Les tramways de cette famille sont exploités en Allemagne et en Pologne. La commercialisation est arrêtée après l'absorption de l'activité Tramway de Solaris par le constructeur Stadler qui le remplace par ses gammes existantes.

## Commercialisation
| Pays      | Ville     | Version      | Livraison | Nombre | Type            | Écartement mm | Longueur m | Largeur m | Alimentation électrique | Plancher bas |
| --------- | --------- | ------------ | --------- | ------ | --------------- | ------------- | ---------- | --------- | ----------------------- | ------------ |
| Allemagne | Brunswick | S110b        | 2014-2015 | 18,    | Unidirectionnel | 1,100 m       | 36         | 2,30      | 750 V                   | 100 %        |
| Allemagne | Iéna      | S109j        | 2013      | 5      | Bidirectionnel  | 1,000 m       | 29         | 2,30      | 750 V                   | 100 %        |
| Allemagne | Leipzig   | XL           | 2016      | 5      | Bidirectionnel  | 1,458 m       | 45         | 2,30      | 600 V                   | 70 %         |
| Pologne   | Olsztyn   | S111o        | 2014      | 15     | Bidirectionnel  | 1,435 m       | 29,3       | 2,55      | 600 V                   | 100 %        |
| Pologne   | Poznań    | S100 - S105p | 2011-2012 | 45     | Unidirectionnel | 1,435 m       | 31,96      | 2,40      | 750 V                   | 100 %        |
| Pologne   | Cracovie  |              | 2015      | 1      | Unidirectionnel | 1,435 m       | 31,96      | 2,35      | 600 V                   | 100 %        |

## Versions

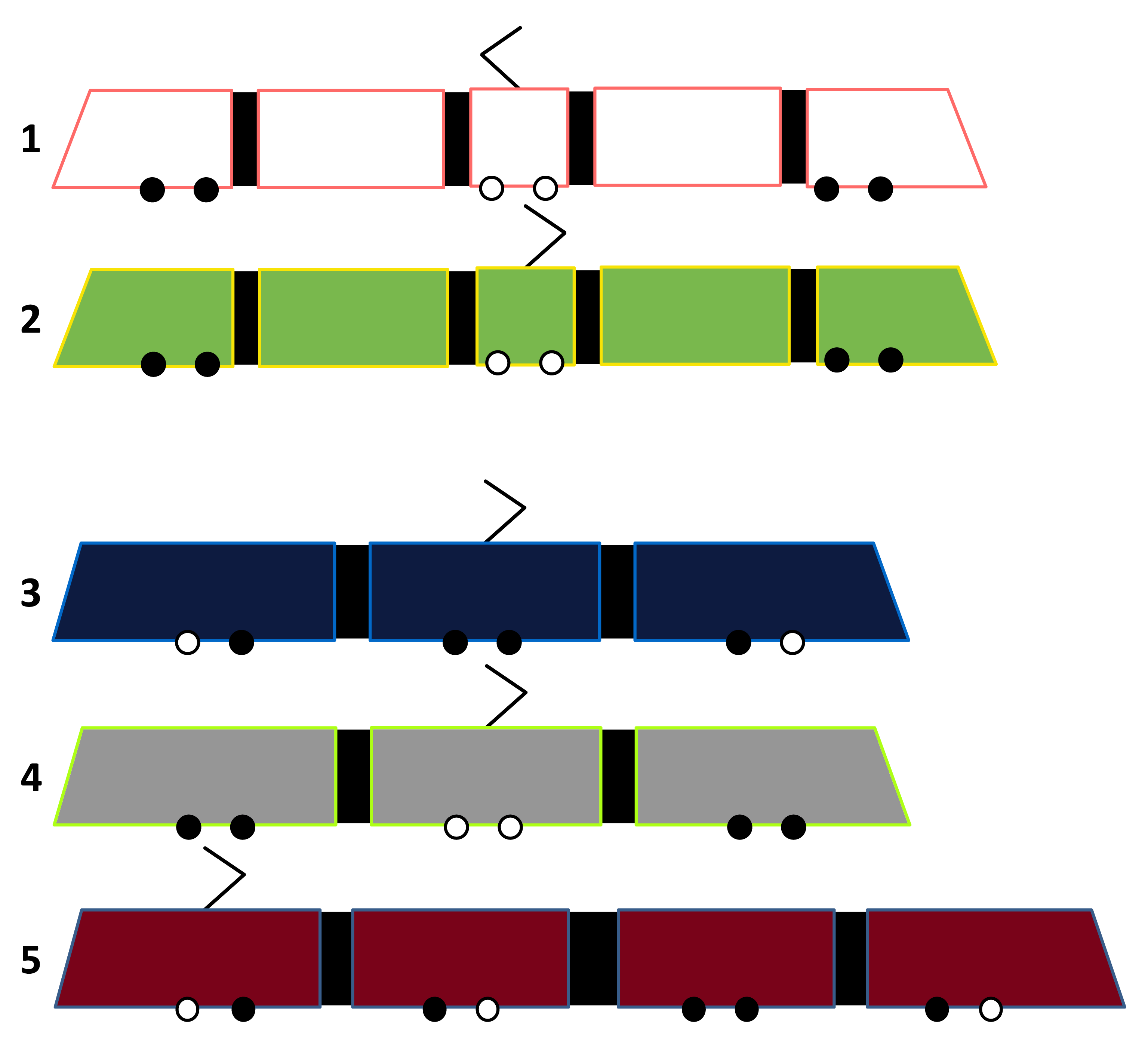
Tramino à caisses suspendues :
1 – S100, 2 – S105p,
Tramino à caisses auto-portées :
3 – S109j, 4 – S111o, 5 – S110b

### Tramino à caisses suspendues (S100prototypeet S105p)
Les tramways à caisses suspendues S100 (prototype) et S105p (version Poznań) sont composés de 5 modules. Il y a un bogie de deux essieux sous les deux modules d'extrémité (no 1 et no 5) et sous le module central (no 3). Les deux autres modules (no 2 et no 4) sont ainsi suspendus et portés par les modules impairs.
Les deux modules d'extrémités (no 1 et no 5) comportent des portes à un seul battant. Les 2 modules suspendus (no 2 et no 4) ont chacun deux paires de portes à double vantail. Le pantographe est sur le module central (no 3).
Cette version est à plancher bas intégral (100%) et sont exempts de marches. La hauteur du sol au niveau des portes est à 350 mm au dessus du plan de roulement, et à 480 mm au dessus du plan de roulement au niveau des bogies.
La version commerciale S105p diffère du prototype S100, entre autres par des doubles portes plus larges (1 500 mm au lieu de 1 300 mm), par un nombre de places assises différent et par l'emplacement de pantographe.

### Tramino à caisses auto-portées GTx (S109j, S111o et S110b)
Les Tramino de type GTx sont composés de 3 ou 4 caisses. Contrairement aux Tramino à caisses suspendues, ils ont des bogies sous chaque caisse. Grâce à cette solution, le poids du tramway est réparti plus uniformément, il est plus stable et les efforts transmis par les articulations sont plus faibles.  L'inconvénient de cette solution est que ces tramways occupent un gabarit plus important dans les courbes à cause de leur porte-à-faux.
Les premiers Tramino de ce type sont les tramways S109j achetés par Iéna. Les S109j sont des tramways à trois caisses et bi-directionnels, se déplaçant sur trois bogies : le bogie central est entièrement motorisé, les bogies d'extrémités ont seulement leur essieu côté intérieur de motorisé. Les véhicules sont entièrement climatisés et disposent de 4 portes par côtés, d'une largeur de 1 300 mm. Hormis les portes d'extrémités, les portes ne sont pas en vis-à-vis.
La version S110b circule à Brunswick. Ce sont des tramways de 4 caisses mono-directionnels à 4 bogies (3 bogies motorisés à 50%, le 4e est motorisé à 100%). Les véhicules sont équipés d'un système d'anti-lacet et d'un système de super-condensateurs qui permettent de récupérer de l'énergie au freinage et ainsi de diminuer la consommation lors des accélérations.
La version S111o circule à Olsztyn et est dérivée de la version S109j de Jena. La principale différence est l'emplacement des moteurs : uniquement sur les bogies d'extrémités. Le modèle pour Olsztyn se distingue en outre par une largeur non standard de 2,5 m (les tramways standard en Pologne ont une largeur de 2,4 m). Les tramways sont équipés d'un système de suspension active (qui permet de régler la hauteur de l'entrée du véhicule) et un système hydraulique d'anti-lacet.

### Tramino XL
Cette version a été retenue à Leipzig. Ils sont en partie à plancher bas et composés de 4 caisses avec une structure particulière : les 2 caisses d'extrémités sont chacun équipés de 2 bogies pivotants alors que les 2 caisses centrales sont suspendus côté caisse d'extrémité, et posées sur un bogie jacobs du côté de l'autre caisse centrale.

## Galerie

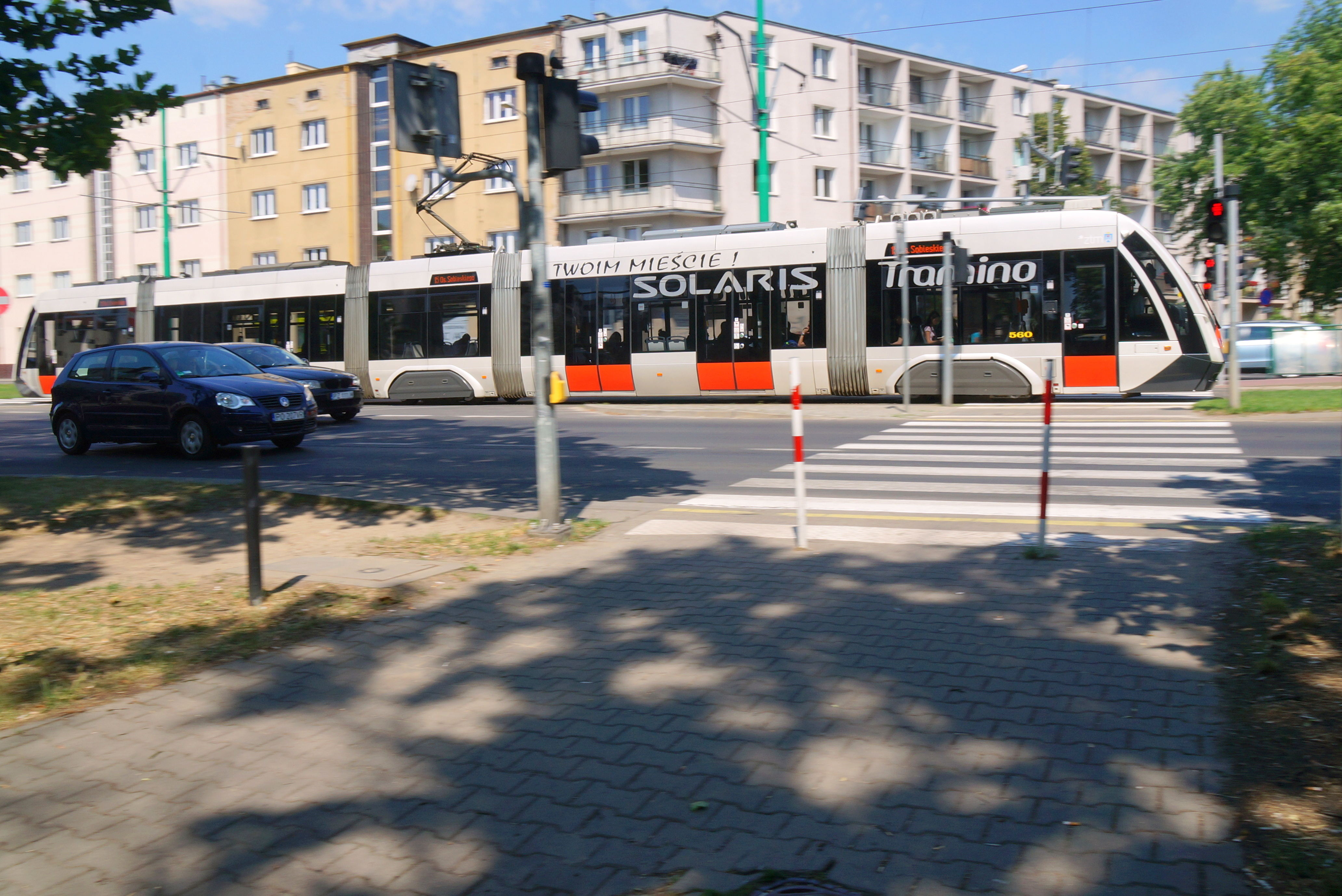
Tramino S100 (Poznań)
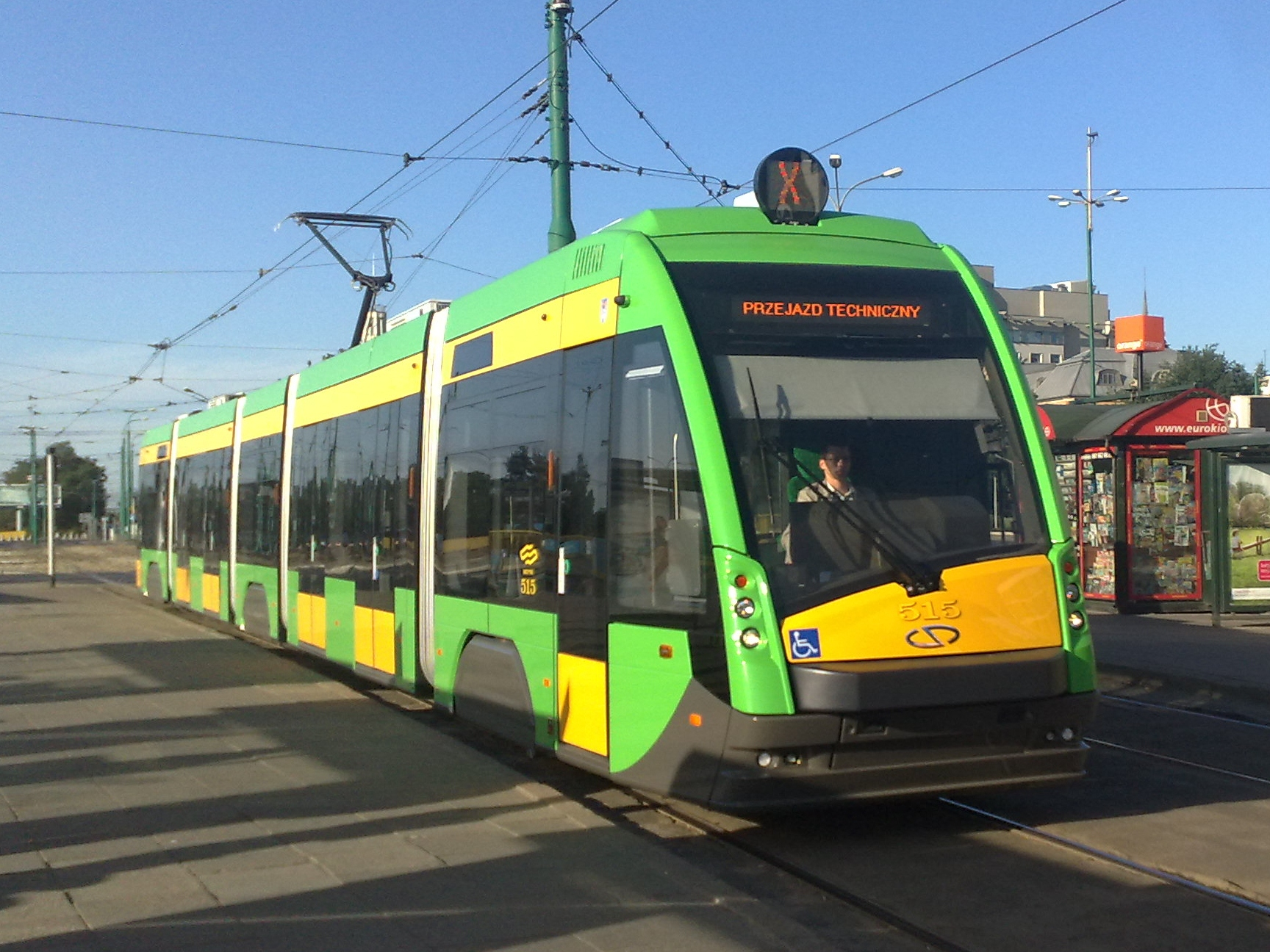
Tramino à caisses suspendues (S105p de Poznań)
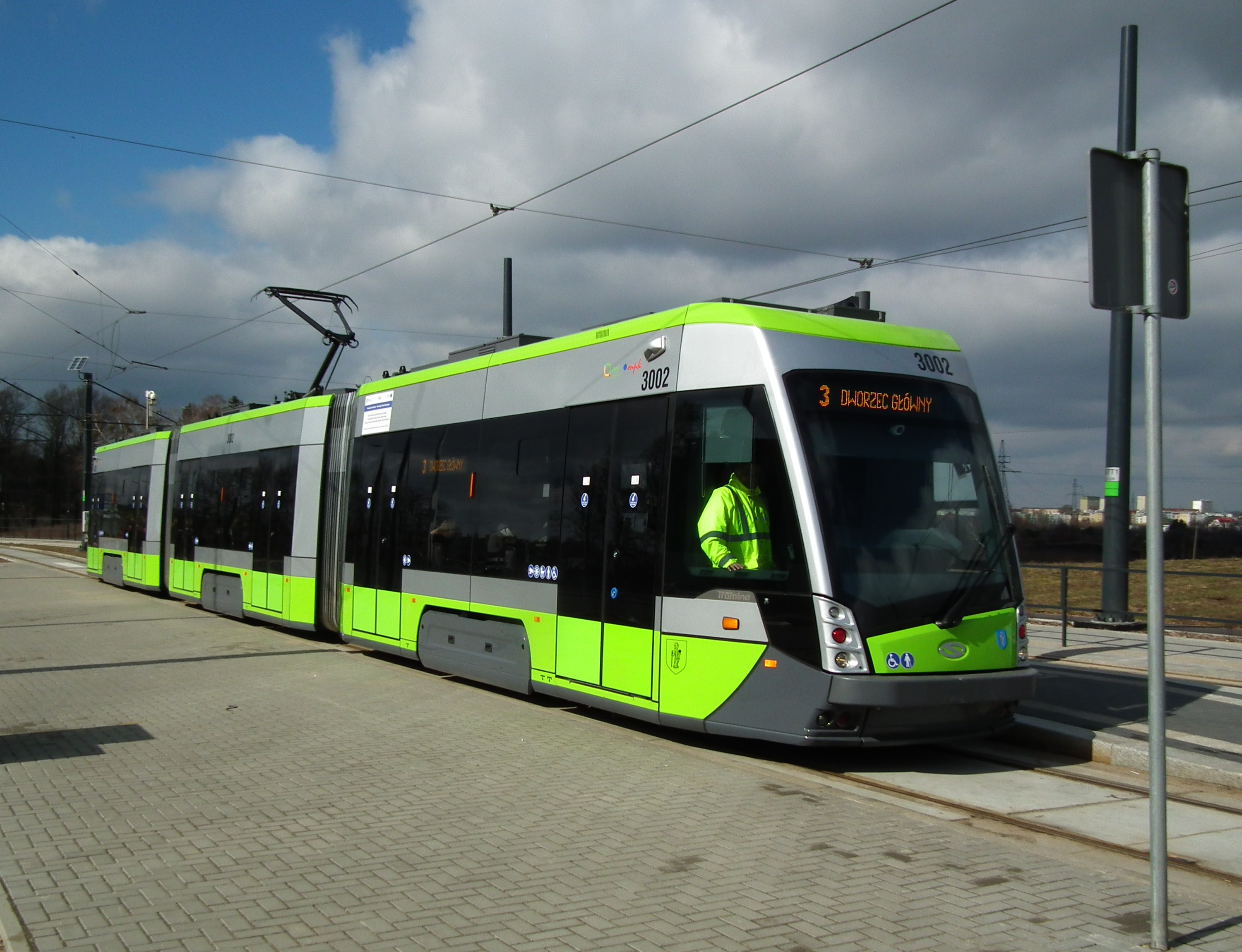
Tramino à caisses auto-portées (S111o de Olsztyn)
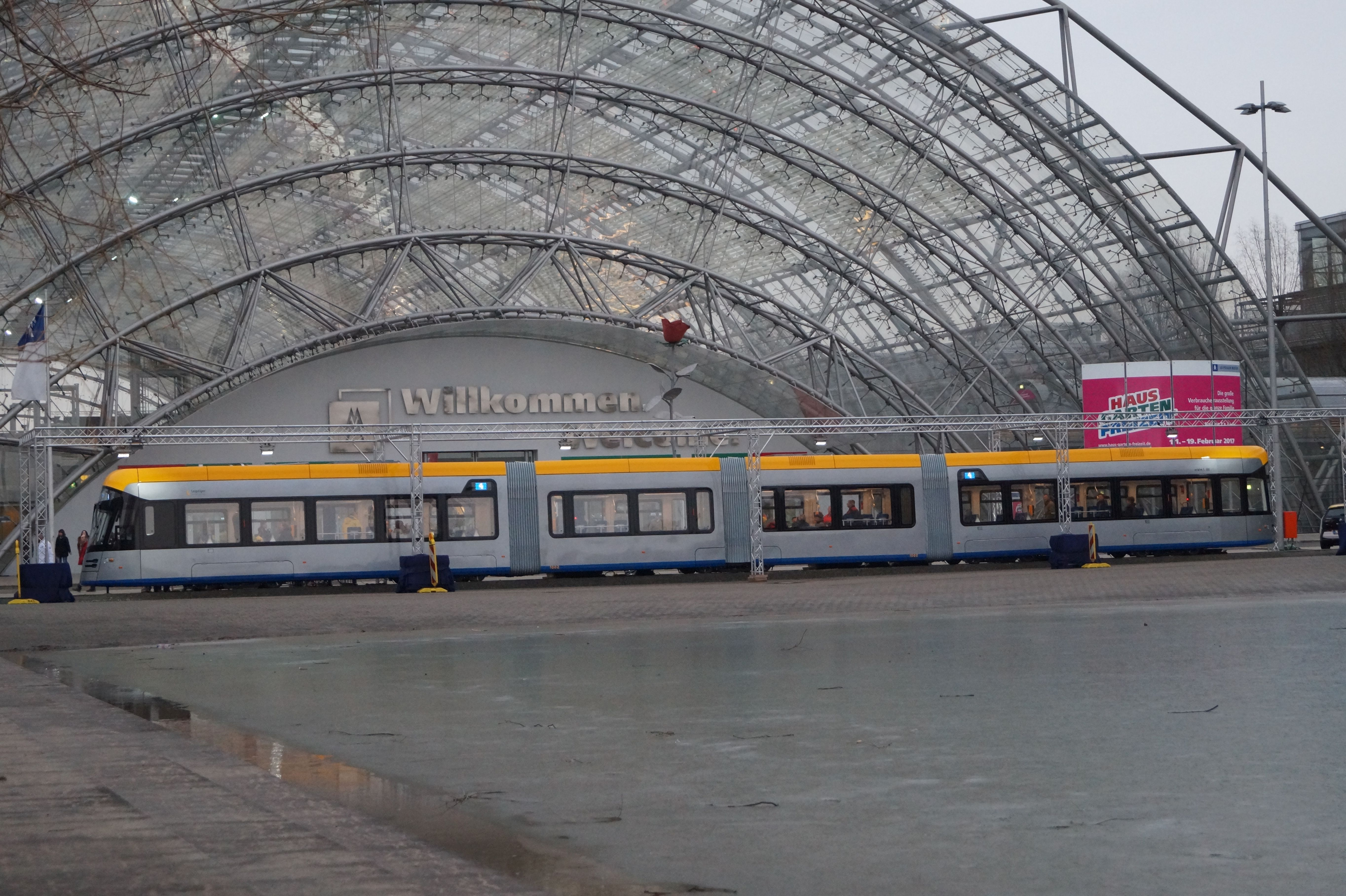
Tramino XL de Leipzig
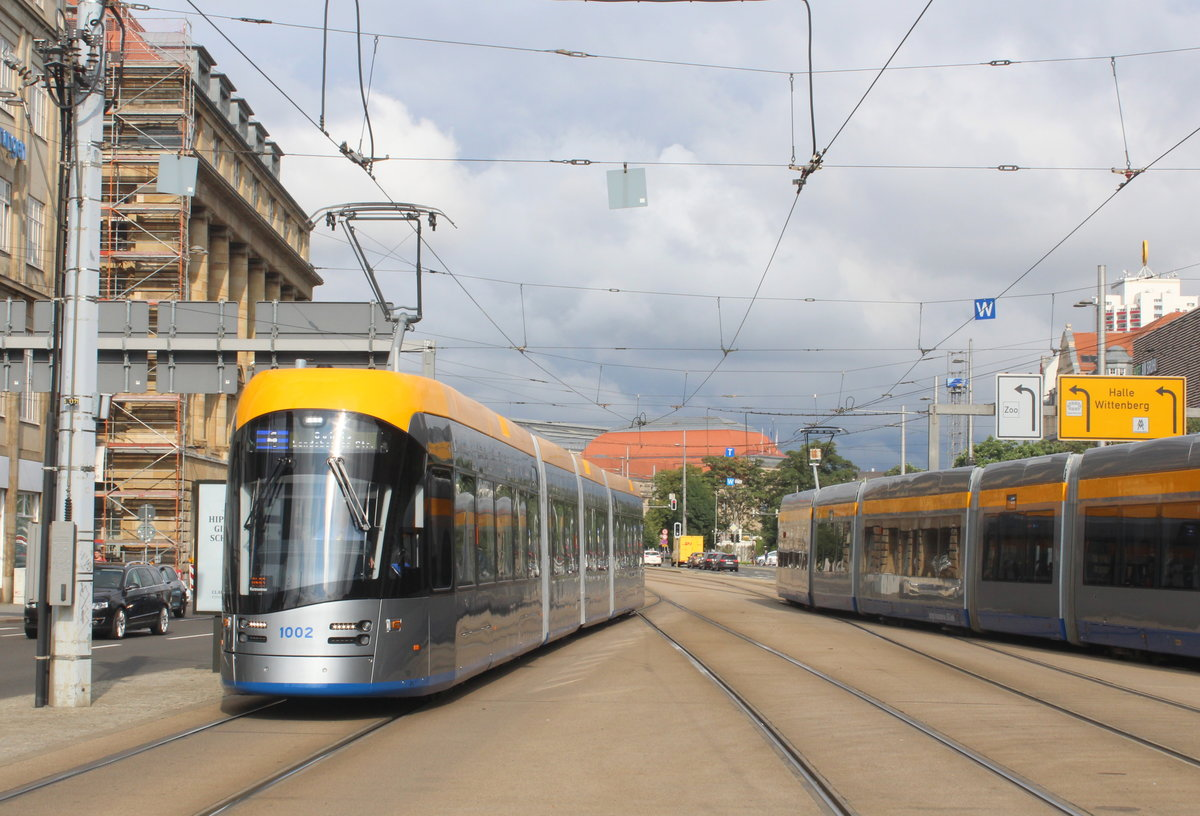
Tramino XL de Leipzig